# Comitê de Estado para Assuntos da Família, Mulheres e Crianças (Azerbaijão)
O Comitê de Estado para Assuntos da Família, Mulheres e Crianças da República do Azerbaijão (em azeri:  Azərbaycan Respublikasının Ailə, Qadın və Uşaq Problemləri üzrə Dövlət Komitəsi) é uma agência governamental dentro do Gabinete do Azerbaijão responsável pela regulamentação das atividades de proteção dos direitos das mulheres e crianças, e supervisionar as atividades de organizações não-governamentais envolvidas com a família na República do Azerbaijão. O comitê é dirigido por Hijran Huseynova.

## História
Em 14 de janeiro de 1998, o Comitê Estadual de Assuntos da Mulher foi criado por um Decreto Presidencial. As atividades das comissões eram relacionadas com a solução dos problemas existentes neste domínio. Em 6 de fevereiro de 2006, o comitê expandiu seus direitos adicionais a solução de problemas de famílias e crianças e, assim, foi restabelecido com o nome de Comitê de Estado para a Família, Mulheres e Crianças. Desde a sua criação, as comissões promoveram a independência das mulheres na sociedades civis.

## Estrutura
A comissão é chefiada pelo seu presidente. As principais funções da comissão são a garantia dos direitos e liberdades humanos e civis, em particular os das mulheres e crianças; prevenir a violação desses direitos no âmbito da sua autoridade; preparação de programas estatais do setor; assegurar a implementação dos tratados nacionais ratificados pela República do Azerbaijão no âmbito da sua autoridade; implementação de políticas de família do Estado; explorar problemas sociais de refugiados e migrantes forçados (mulheres e crianças) e as famílias menos fornecidas, e levantar as questões perante os órgãos estaduais competentes, a fim de resolvê-los; incentivar — através de programas de implementação do empreendedorismo da mulher — a formação da agricultura familiar; elaborar programas para a produção de novas profissões e especializações cada vez maior de mulheres; implementar uma estratégia de emprego de acordo com a legislação estadual; lidar com problemas de famílias de mártires, famílias que perderam os seus chefes de família, mães solteiras, e especialmente mulheres e crianças com deficiência.
Em estreita cooperação com a organização não governamental (ONG) Aliança para os Direitos da Criança, a comissão participa na luta contra a violência doméstica na sociedade democrática, em campanhas de educação realizadas entre as crianças sobre cuidados especiais necessários para prevenção da violência, tentativas de suicídio, tráfico de seres humanos, crimes de exploração de crianças no trabalho, casamentos precoces, hábitos nocivos, bem como para obter o conhecimento religioso.